# Charles Guilloux
Charles Victor Guilloux, né le 15 décembre 1866 à Paris et mort le 7 avril 1946 à Lormes, est un peintre français. 

## Biographie
Employé de la Bibliothèque nationale à Paris, Charles Guilloux est un artiste autodidacte que des critiques comme Gabriel-Albert Aurier, Félix Fénéon ou Rémy de Gourmont associent au mouvement symboliste. À partir de 1891, son travail a été bien accueilli aux expositions de la Société des artistes indépendants, puis aux expositions « Impressionnistes et Symbolistes » du Barc de Boutteville.
Très vite, les titres de ses œuvres deviennent plus elliptiques, parfois teintés de connotations musicales (Scherzo lunaire, 1894, localisation inconnue) et l'origine de ses peintures de moins en moins identifiable.
Cette structuration de l'espace et l'exacerbation des formes et couleurs que commentait André Mellerio (1862–1943) dans son livre Le Mouvement idéaliste en peinture (1896), se retrouvent dans de nombreuses œuvres de Charles Guilloux comme Lever de lune sur un canal (Moulins, musée Anne-de-Beaujeu) ou Paysage au crépuscule (Beauvais, musée départemental de l'Oise).
Il expose au Salon de la Société nationale des beaux-arts en 1905, puis au Salon des indépendants entre 1911 et 1914.
En 2007, le musée d'Orsay à Paris acquiert son Crépuscule (1892) et son Bords de Seine au crépuscule (1894).

Œuvres de Charles Guilloux
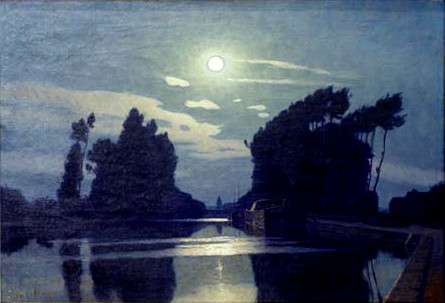
Lever de lune sur un canal (années 1890), Moulins, musée Anne-de-Beaujeu.
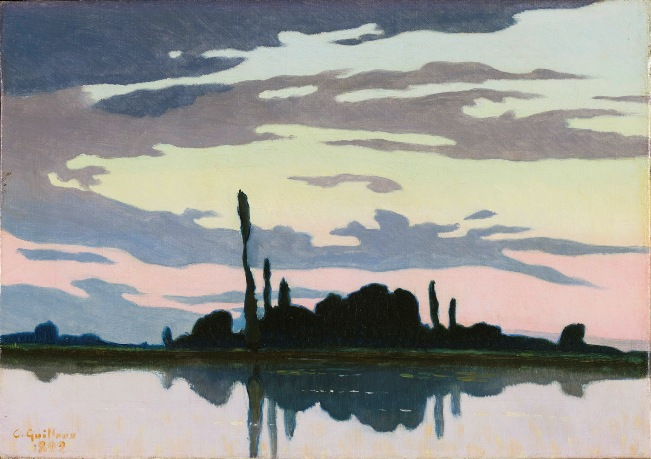
Crépuscule (1892), Paris, musée d'Orsay.
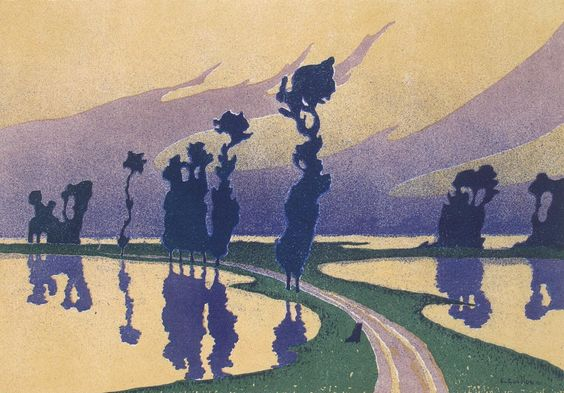
'L'Inondation (1893), musée Van Gogh, Amsterdam[5].
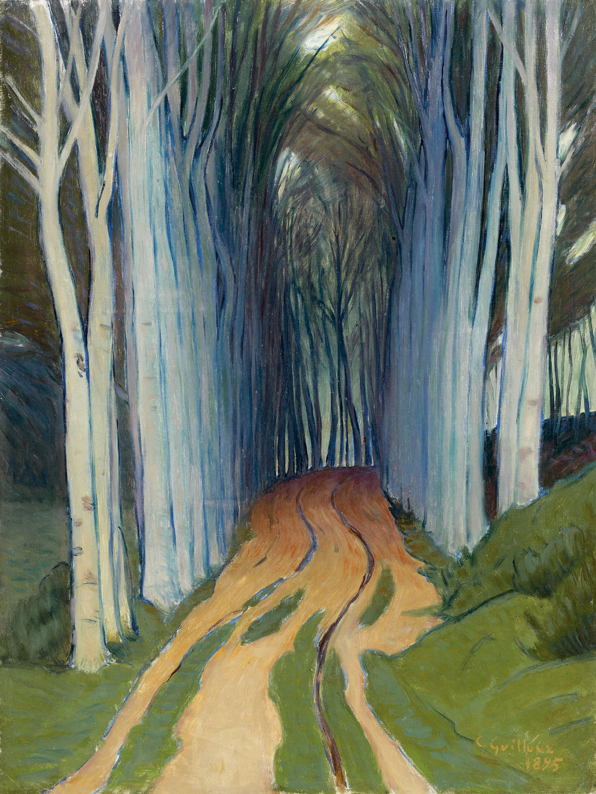
Sentier (1895), musée d'Art et d'Histoire de Meudon.
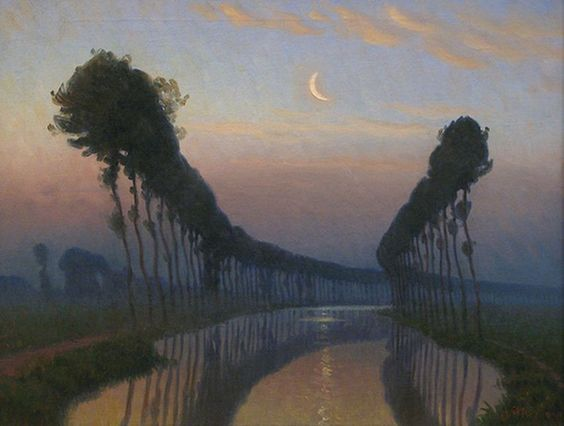
L'Allée d'eau (vers 1895), Amsterdam, collection particulière.